# Дебрадь
Дебрадь (в прошлом Дебрач, венг. Debrőd, Jászódebrőd) — село в Словакии в районе Кошице-Околье. Большая часть населения является венгерским. Весной 1918 года в течение Первой мировой войны поселение было занято венгерскими комунистами, но спустя две недели вернулось под контроль чехословацкой армии. В рамках Трианонского договора Дебрадь стал частью Чехословакии.

## Происхождение названия
Название поселения происходит от венгерского слова «debrő» (дебрё), которое обозначает широкую долину с неглубоким дном и словообразующим суффиксом «gy» (-дь). После Второй мировой войны официальным названием стал словацкий вариант — Дебрадь (Debraď).

## География
Дебрадь расположен в юго-восточной части Словацких Рудных гор в обезлесенной холмистой местности на правом берегу Бодвы в 11 километрах от Венгрии и 27 километрах от Кошиц. Западная часть посёлка покрыта буковым лесом с примесью граба. На северо-западе она на небольшом участке переходит в лесистое нагорье.
В 2019 году на территории села была обнаружена третья по величине пещера в Ясовской равнине, названная Дебрадской пропастью. Её длина составляет 600 метров, а глубина около 90 метров.

## Население
| Год:                | 1994 | 2004    | 2014    | 2024    |
| ------------------- | ---- | ------- | ------- | ------- |
| Количество человек: | 389  | 380     | 384     | 400     |
| Разница:            |      | −2,31 % | +1,05 % | +4,16 % |